# Lophornis stictolophus
Lophornis stictolophus là một loài chim trong họ Trochilidae.